# Bobin (Mazovie)
Pour les articles homonymes, voir Bobin.
Bobin (prononciation : [ˈbɔbin]) est un village polonais de la gmina de Czerwin dans le powiat d'Ostrołęka de la voïvodie de Mazovie dans le centre-est de la Pologne.
Il se situe à environ 9 kilomètres à l'ouest de Czerwin (siège de la gmina), 13 kilomètres au sud d'Ostrołęka (siège du powiat) et à 93 kilomètres au nord-est de Varsovie (capitale de la Pologne).
Le village compte approximativement une population de 70 habitants en 2007.

## Histoire
De 1975 à 1998, le village appartenait administrativement à la voïvodie d'Ostrołęka.